# Epalpus femoratus
Epalpus femoratus är en tvåvingeart som först beskrevs av Wulp 1892.  Epalpus femoratus ingår i släktet Epalpus och familjen parasitflugor. Inga underarter finns listade i Catalogue of Life.